# Abdulla Avloniy
Abdulla Avloniy (nacido el 12 de julio de 1878 en Taskent – el 25 de agosto de 1934 en Taskent) fue uno de los representantes de la cultura nacional uzbeka de finales del siglo XIX y principios del XX. Fue poeta, dramaturgo, periodista, académico y líder público y comunitario.

## Primeros años de vida
Avloniy nació el 12 de julio de 1878 en el barrio Mergancha de Taskent. Debido a las dificultades económicas de su familia, se dedicó desde muy joven a diversas ocupaciones, como la agricultura, el curtido de pieles, la herrería, la carpintería y la jardinería. Durante su infancia, inició su educación en la Madrasa del barrio O`qchi a la edad de 12 años. Comenzó a escribir poesía según la moda imperante desde los 14 años. Inicialmente asistió a una escuela antigua y luego continuó su educación en la madrasa (1885-1995). Tras finalizar sus estudios en la madrasa, se convirtió en profesor.Siguió de cerca periódicos y revistas mientras vivía en Oremburgo, Kazán y Tiflis.

## Actividad
A principios del siglo XX, Avloniy se involucró en el movimiento jadidista.En 1904, Avloniy abrió una escuela Jadid en Mirabad.  Comenzó a publicar su poesía en 1906. Avloniy aprendió árabe, persa y ruso, y tradujo obras de pensadores y escritores como León Tolstoi y Konstantin Ushinsky al uzbeko. En 1906 fundó la revista "Taraqqiy" y en 1907 publicó el periódico "Shuhrat" desde su casa.Después del cierre de estas publicaciones, fundó el periódico "Osiyo" de manera clandestina en 1908. Sin embargo, posteriormente el gobierno también suprimió este periódico. Avloniy fue el primero en sugerir enseñar materias como química, geografía, física y astronomía en las escuelas.Trabajó para promover la educación estableciendo una escuela para niños locales en el barrio Mirobod de Taskent en 1908. También impartió materias como lengua y literatura. En 1909 fundó la "Jamiyati xayriya" para educar a los huérfanos. Ese mismo año publicó el primer volumen de una colección de sus obras poéticas titulada "Adabiyot yoxud milliy sheʼrlar" (Literatura o Poemas Nacionales).En 1912, Avloniy abrió una escuela de dos grados en "Degrez mahalla" de Taskent. Esta escuela se diferenciaba de las escuelas convencionales en que ofrecía materias mundanas.
Avloniy escribió libros de texto y materiales didácticos para nuevas escuelas y los publicó, entre ellos "Birinchi muallim" (El primer maestro) en 1911, "Ikkinchi muallim" (El segundo maestro) en 1912, "Turkiy guliston yoxud axloq" (Turquestán o el pueblo) en 1913, colección "Adabiyot yoxud milliy sheʼrlar" (Literatura o poemas nacionales) de 1909 a 1915, "Maktab gulistoni" (El jardín de la escuela) en 1915, "Mardikorlar ashuvlasi" (El campamento de los trabajadores) en 1917, y otros. Él, junto con intelectuales como Munavvarqori, Muhammadjon Podshoxoʻjayev, Tavallo, Rustambek Yusufbekov, Nizomiddin Xoʻjayev, Shokirjon Rahimiy, cofundó la empresa "Nashriyot" (Editorial) en 1914 y la empresa "Maktab" (Escuela) en 1916. Avloniy también utilizó sus conocimientos teatrales para animar a la gente, formando la compañía de teatro "Turkiston" en 1913. Tradujo y representó varias obras de teatro entre 1910 y 1916. Sus obras se representaron en ciudades como Taskent, Fergana, Andijon, Kokand y Khujand, ofreciendo un vívido retrato de la vida de Turkestán a principios del siglo XX. El grupo de teatro de Avloniy incluía actores talentosos como Mannon Uygʻur, Hamza y los dramaturgos azerbaiyanos Uzayr Hojibekov y Ruhullo. Sin embargo, tras la Revolución de Octubre, la promesa de libertad e independencia para el pueblo no se cumplió, lo que provocó un sentimiento de desilusión reflejado en su poema "Xafalik soatda" (En tiempos de problemas) en 1919.
En 1917, Avloniy publicó el periódico "Turon", que cubría acontecimientos políticos y sociales.  En 1918, desempeñó un papel clave en la creación del periódico "Ishtirokiyun" y se convirtió en su editor. De 1919 a 1920 se desempeñó como representante político y cónsul del gobierno soviético en Afganistán. También trabajó como Ministro de Educación Pública en Afganistán. Fue el editor jefe de la revista "Kasabachilik harakati" (Movimiento de Artesanos) en 1921. A partir de 1921, Avloniy se dedicó a abrir escuelas, educar al pueblo, enseñar a niñas uzbecas y formar profesores. Se desempeñó como director de instituciones educativas para hombres y mujeres (inpros) en Eski Shahar de 1923 a 1924, profesor en la Escuela Militar de Taskent de 1924 a 1929 y jefe del Departamento de Lengua y Literatura de la Universidad Estatal de Asia Central (ahora Universidad Nacional de Uzbekistán) de 1930 a 1934. Durante este tiempo, compiló y publicó un "Adabiyot xrestomatiyasi" (Lector literario) para el séptimo grado de las escuelas uzbecas en 1933. Avloniy tiene alrededor de 4.000 versos de poesía, caracterizados por su enfoque crítico y erudito, escritos bajo seudónimos como Hijron, Nabil, Indamas, Shuhrat, Tangriquli, Surayyo, Shapaloq, Chol, Ab, Chigʻaboy y Abdulhaq.
Avloniy falleció en Taskent el 25 de agosto de 1934, a la edad de 56 años, y fue enterrado en el cementerio de la calle Botkin.

## Obras
"Advokatlik osonmi" (Es fácil defender) (1914), "Pinak" (1916), "Biz va siz" (Nosotros y tú) (1917), "Portugaliya inqilobi" (La revolución portuguesa), "Ikki muhabbat" (Dos Amores), "Boʻron" (La tormenta), parábolas como "Tulki ila qargʻa", "Mardikorlar ashulasi" (El campamento de los trabajadores), "Vatan" (La patria) (1916), "Maktab" (La escuela), "Bogʻcha " (El Jardín), "Yalqov shogird tilidan" (De la lengua del discípulo), "Togʻlardan bir manzara" (Una vista desde las cumbres), "Millatga xitob" (Un brindis por la nación), "Ishchilara tortuq" (Un saludo a los trabajadores), "Koʻklam keldi" (La lluvia ha llegado), "Tovush" (La voz) y otros poemas, así como artículos como "Maqsad va maslak" (Meta y camino) (9 de abril de 1908), "Holimizga doir" (Sobre nuestro estado) (14 de febrero de 1908), y el cuento alegórico "Hasad balosi" (La fiesta de la envidia).

## Obras publicadas
- Avloniy. "Toshkent tongi" (Taskent), 1978.
- Avloniy. "O'son millat" (Taskent), 1993.
- Avloniy. "Turkiy guliston yohud axloq" (Taskent), 1992.
- Avloniy. "Afg'on sayohati. Kundaliklar." "Sharq yulduzi", 1990, número 7.
- "Milliy uygʻonish" (Renacimiento Nacional), (Taskent), 1993.
- Avloniy. "Tanlangan asarlar", dos volúmenes, "Maʼnaviyat", (Taskent), 1998.

## Familia
En 1900, Avloniy se casó con una chica llamada Salomatxon de una familia de comerciantes en Taskent. Tuvieron siete hijos juntos, a saber, Savriniso, Karima, Kunduz, Hakima, Asadilla, Otaliq y Kenja.

## Premios
- En 1927 se le concedió el título de "Héroe del Trabajo".[1][2]
- En 1930 recibió el título de "Uzbekistán es un maestro en educación pública" [2]
- En 2020, fue honrado con la Orden "Orden al Mérito Destacado ".[9][2]

## Memoria
Si bien Avloniy no fue encarcelado ni tratado como enemigo del pueblo, sus obras permanecieron inéditas hasta 1966. Fue después de su muerte que Begali Qosimov investigó y escribió el libro "Abdulla Avloniy" para descubrir su legado literario. En 1968 se creó la Casa Museo en Memoria de Abdulla Avloniy. En Taskent hay una calle que lleva el nombre de Avloniy, así como dos barrios, un centro cultural y un instituto nacional de investigación dedicado a su nombre. En 2019, se estrenó una película titulada "Avloniy", que describe las misiones de Avloniy en Afganistán. El poeta Muhammad Ali interpretó a Abdulla Avloniy como uno de los personajes de su novela épica "Boqiy dunyo" (El mundo eterno) en 1979. En el Jardín de los Escritores de Taskent hay una estatua de Avloniy.

## Literaturas
- N. Toʻxliyev va boshqalar (2009). Toshkent ensiklopediyasi. Toshkent: „Oʻzbekiston milliy ensiklopediyasi" davlat ilmiy nashriyoti. p. 784.
- Oltinbek Olim (2022). Jadid adabiyoti namoyondalari: Abdulla Avloniy. „Zabarjad media". p. 432.

- Abdulla Avloniy, "Toshkent tongi" (Preparado para publicación por B. Qosimov). Toshkent: G'afur G'ulom nombrada Editorial de Arte y Literatura, 1979.
- Abdulla Avloniy. "Afg'on sayohati" (Viajes afganos). Revista "Sharq yulduzi", 1990, número 7.
- Abdulla Avloniy. "Turkiy guliston yoxud axloq" (Turquestán o el pueblo) (Preparado para publicación por M. Maxsumov). Toshkent: O'qituvchi, 1992.
- Abdulla Avloniy. "O'son, millat" (Fácil, Nación). Toshkent: Sharq, 1993.
- Abdulla Avloniy. "Muxtasar tarixi anbiyo va tarixi Islom" (Breve historia de los profetas y la historia del Islam). Toshkent: Fan, 1994.
- Abdulla Avloniy. "Tanlangan asarlar" (Obras seleccionadas). Dos volúmenes (preparado para publicación por B. Qosimov). Toshkent: Ma'naviyat, 1998.
- Abdulla Avloniy. "Turkiy guliston yoxud axloq" (Turquestán o el pueblo) (Traducido al uzbeko moderno por O. Oltinbek). Toshkent: Sano-estándar, 2012.
- Qosimov B. "Abdulla Avloniy, Toshkent", 1979.
- Qosimov B. "Milliy uyg'onish" (Renacimiento Nacional). Toshkent: Manaviyat, 2002.
- Qosimov B. "Uyg'ongan millat ma'rifati" (El conocimiento de la nación iluminada). Toshkent: Ma'naviyat, 2011.
- Qosimov B., Dolimov U. "Ma'rifat darg'alari" (Tesoros del conocimiento). Toshkent: O'qituvchi, 1990.
- Dolimov U. "Turkistonda jadid maktablari" (Escuelas Jadid en Turkestán). Toshkent: Universitet, 2006.
- Rizayev Sh. "Jadid dramasi" (Drama de Jadid). Toshkent: Sharq, 1997.
- Do'stqorayev B. "O'zbekiston jurnalistikasi tarixi" (Historia del periodismo en Uzbekistán). Toshkent: G'afur G'ulom nombrada Editorial de Arte y Literatura, 2009.
- Barakayev R. "O'zbek bolalar adabiyoti va Abdulla Avloniy ijodi" (Literatura infantil uzbeka y obras literarias de Abdulla Avloniy). Toshkent: Fan, 2004.
- Karim, Bahodir. "Avloniy ziyosi." "Til va adabiyot ta'limi jumali", 2020, número 7.
- Saidov U, "Yevropa maʼrifatchiligi va Milliy uyg'onish" (Ilustración europea y renacimiento nacional). Toshkent: Akademiya, 2004.
- Dijo Ziyo. "Tanlangan asarlar" (Obras seleccionadas). Toshkent: G'afur G'ulom nombrada Editorial de Arte y Literatura, 1974.

- Datos: Q317526
- Multimedia: Abdulla Avloniy / Q317526